# Bilwar, Jevargi
Bilwar là một làng thuộc tehsil Jevargi, huyện Gulbarga, bang Karnataka, Ấn Độ.